# Antoni Macierewicz

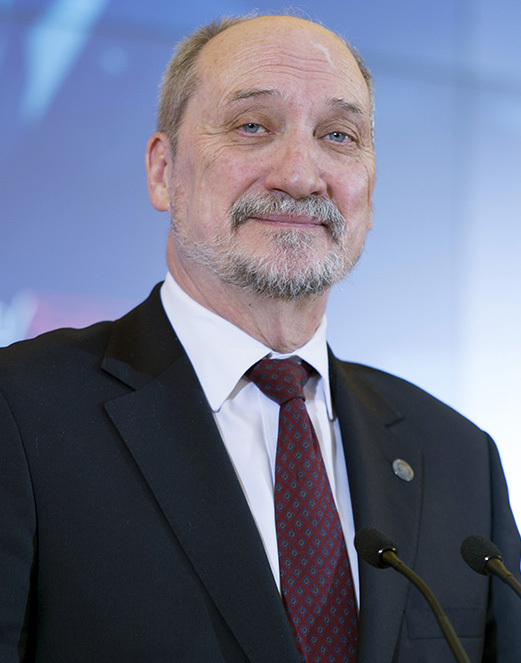
Antoni Macierewicz (2022)

Antoni Macierewicz (* 3. August 1948 in Warschau) ist ein polnischer Politiker (ZChN, Akcja Polska, RdR, ROP, RKN, LPR, RP, PiS). Er war von 1991 bis 1992 Innenminister im Kabinett Olszewski und zwischen 2015 und 2018 Verteidigungsminister in den Regierungen Szydło sowie Morawiecki I. Zudem war er von 1991 bis 1993 und 1997 bis 2005 und ist erneut seit 2007 Sejm-Abgeordneter der I., III., IV., VI., VII., VIII., IX. und X. Wahlperiode.
Er zählt zu den Führungsmitgliedern in der Partei PiS und gilt als Vertrauter des Vorsitzenden Jarosław Kaczyński.

## Leben und Beruf
Macierewicz studierte an der Universität Warschau und beendete das Studium 1971 mit einem Magister in Geschichte. Die Magisterarbeit trug den Titel „Hierarchia władzy a struktura własności ziemskiej w Tawantinsuyu w pierwszej połowie XVI w.“. 1975/76 hielt er Vorlesungen zur Geschichte Lateinamerikas an der Universität Warschau. Er veröffentlichte auch in der Fachzeitschrift „Etnografia Polska“. Im Herbst 1981 war er kurzzeitig Dozent an der Jagiellonen-Universität in Krakau. Er ist seit 2007 Kolumnist von Radio Maryja.

## Politik

### Volksrepublik
1968 bis 1989 gehörte er der demokratischen Opposition an. Im Februar 1968 beteiligte er sich an der Sammlung von Unterschriften gegen die Absetzung des Theaterstücks Dziady des Nationaldichters Adam Mickiewicz in der Inszenierung von Kazimierz Dejmek und auch anschließend an den Studentenprotesten. Der Historiker Andrzej Friszke behauptet in seinem 2010 erschienenen Buch „Anatomia buntu. Kuroń, Modzelewski i komandosi“, Macierewicz habe während der Vernehmungen im März 1968 andere Oppositionelle wie Wojciech Onyszkiewicz belastet. Im Anschluss wurde er bis August 1968 inhaftiert und anschließend vorübergehend von der Universität relegiert. Nach dem Aufstand vom Dezember 1970 in Polen organisierte er eine Blutspendeaktion für die verletzten Arbeiter. Er gilt als einer der Gründer des Komitees zur Verteidigung der Arbeiter (polnisch Komitet Obrony Robotników, abgekürzt KOR). Dort arbeitete er eng mit  Jacek Kuroń und Adam Michnik zusammen. Im Mai 1977 war er Mitorganisator einer Demonstration zum Andenken an den getöteten Studenten Stanisław Pyjas in Krakau. In der Folge wurde er verhaftet und bis Ende Juli inhaftiert. Von Ende 1977 bis 1990 war er Herausgeber der monatlich erscheinenden Untergrundzeitschrift Głos. Ab September 1980 leitete er das Sozialforschungszentrum der unabhängigen Gewerkschaft Solidarność und war Herausgeber der unabhängigen Tageszeitung „Wiadomości Dnia“. Nach der Verhängung des Kriegsrechts wurde er im Dezember 1981 interniert. Im November 1982 gelang ihm bei einem Zahnarztbesuch die Flucht aus der Internierung. Bis 1984 blieb er untergetaucht.

### Dritte Republik
Von 1989 bis 1992 gehörte er der Partei Zjednoczenie Chrześcijańsko-Narodowe (ZChN) an, für die er bei der ersten vollständig freien Parlamentswahl 1991 auf der Liste der Wyborcza Akcja Katolicka in den Sejm einzog. Vom 23. Dezember 1991 bis zum 5. Juni 1992 war Macierewicz Innenminister in der Regierung von Jan Olszewski. Die Mehrheit im Sejm beauftragte Macierewicz im Mai 1992 per Beschluss (der später als verfassungswidrig eingestuft wurde), eine Liste mit den Namen von aktuell tätigen Abgeordneten und Politikern in hohen Staats- sowie Regierungsämtern, die während der Volksrepublik Polen Mitarbeiter der kommunistisch kontrollierten Geheimdienste UB und SB gewesen waren, zusammenstellen zu lassen. Am 4. Juni 1992 übergab Macierewicz dem Ältestenrat des Sejms eine Liste angeblicher ehemaliger Mitarbeiter, von wo sie noch am selben Tag den Medien zugespielt wurde. Unter dem Decknamen „Bolek“ war auf ihr auch Staatspräsident Lech Wałęsa aufgeführt. Noch in derselben Nacht wurde mit deutlicher Mehrheit ein Misstrauensvotum gegen das Kabinett Olszewski verabschiedet.
Macierewicz wurde daraufhin aus der ZChN ausgeschlossen und gründete mit Mariusz Marasek und Piotr Walerych die Akcja Polska, deren parlamentarischen Gruppe er bis zum Ende der Wahlperiode leitete. Bei der Parlamentswahl 1993 kandidierte er für die Ruch dla Rzeczypospolitej, der sich die Akcja Polska inzwischen angeschlossen hatte. Diese scheiterte jedoch mit 2,7 % der Stimmen an der neu eingeführten Sperrklausel. 1995 trat er Jan Olszewskis Ruch Odbudowy Polski (ROP) bei und wurde 1996 deren stellvertretender Vorsitzender. Für die ROP wurde er 1997 erneut Sejmabgeordneter. Nach dem Zerfall der ROP gründete Macierewicz die Ruch Katolicko-Narodowy. Bei den Parlamentswahlen in Polen 2001 erlangte er als Listenkandidat der Liga Polskich Rodzin (LPR) erneut ein Mandat, schied aber aus der Fraktion wegen eines Konflikts mit Roman Giertych aus. Bei den Selbstverwaltungswahlen 2002 kandidierte er als Kandidat des Wahlbündnisses Razem Polsce als Stadtpräsident von Warschau, erreichte aber nur gut ein Prozent der Wählerstimmen. Nach dem EU-Beitritt Polens zum 1. Mai 2004 vertrat er sein Land bis zum Zusammentritt des neuen Parlaments im Juli des Jahres im Europaparlament. Vor der Parlamentswahl 2005 gründete er gemeinsam mit Jan Olszewski die Ruch Patriotyczny, die bei den Wahlen lediglich 1,05 Prozent der Stimmen erhielt.
Im Juli 2006 wurde er von Premierminister Jarosław Kaczyński zum stellvertretenden Verteidigungsminister berufen. In seinem Amt war er für die Auflösung des Anfang der 1990er Jahre geschaffenen polnischen Militärgeheimdienstes WSI zuständig. Der WSI hatte nach seiner Auffassung zu viele Offiziere übernommen, die noch zu Zeiten des Warschauer Paktes ihren Dienst angetreten hatten und teilweise in Moskau ausgebildet worden waren. Der Auflösung des WSI stand Verteidigungsminister Radosław Sikorski skeptisch gegenüber, wie er später bekannte. Im Konflikt mit Macierewicz reichte er seinen Rücktritt ein. Diesem unterstand von Oktober 2006 bis November 2007 der neu geschaffene „Dienst für militärische Gegenspionage“ (Służba Kontrwywiadu Wojskowego).
Bei den Wahlen 2007 und 2011 erlangte er über die Liste der Prawo i Sprawiedliwość (PiS) erneut einen Parlamentssitz. Macierewicz trat im Februar 2012 der PiS bei. Im Juli 2010 trat er an die Spitze des von der PiS durchgesetzten und besetzten Parlamentsausschusses, der sich mit der Untersuchung des Flugunfalls von Smolensk beschäftigte. Macierewicz äußerte wiederholt die Überzeugung, dass der Unfall auf ein Attentat zurückzuführen sei und die Wahrheit in der Öffentlichkeit unterdrückt werde.
2015 gewann die PiS die Parlamentswahlen in Polen und Macierewicz, der erneut in den Sejm gewählt worden war, wurde polnischer Verteidigungsminister. In seiner Amtszeit traten nach seinen Angaben neun von zehn höheren Generalstabsoffizieren sowie 80 Prozent des Heereskommandos von ihren Posten zurück oder wurden entlassen. Auch der Oberbefehlshaber des Polnischen Heeres Miroslaw Rozanski trat aus Protest zurück. Die Opposition kritisierte, durch die Entlassungen würden wertvolle Erfahrungen aus Afghanistan und dem Irak vernichtet.
In Macierewicz’ Amtszeit fiel das zerrüttete Verhältnis mit der Europäischen Union. Auch überwarf er sich gegen Ende seiner Amtszeit mit Präsident Andrzej Duda. Im Januar 2018 wurde er vom neuen Ministerpräsidenten Mateusz Morawiecki entlassen und durch den vorherigen Innenminister Mariusz Błaszczak ersetzt. Er galt außer bei den PiS-Stammwählern als überaus unbeliebt. Die Personaländerungen wurden als Signal Polens gewertet, einen eher mäßigenden Kurs gegenüber der EU einzuschlagen.
Am 11. Januar 2018 übernahm er von Kazimierz Nowaczyk die Leitung der Smolensk-Kommission. Auf diesem Posten versuchte er nach Berichten polnischer Medien, die Version durchzusetzen, dass der Tod des Staatspräsidenten Lech Kaczyński und der anderen Personen an Bord auf einen Bombenanschlag der russischen Geheimdienste zurückging. Die Fernsehsender TVN und das Internetportal Onet veröffentlichten im September 2022 Berichte, nach denen Macierewicz Beweismaterial, das nicht im Einklang mit dieser Version stand, bewusst unterschlagen hat.
Bei den Wahlen 2019 und 2023 errang er jeweils erneut ein Mandat im Sejm.
Der Verteidigungsminister Władysław Kosiniak-Kamysz der seit Dezember 2023 amtierenden Regierung unter Donald Tusk warf unter Berufung auf eine von ihm berufene Expertengruppe im Oktober 2024 Macierewicz vor, dass dessen Bericht Untersuchungsergebnisse verzerrt und manipulativ dargestellt habe. Er teilte mit, dass sich die Staatsanwaltschaft mit den Fälschungen Macierewiczs befassen werde.

## Politische Positionen
Macierewicz gilt als anti-liberal, wiederholt äußerte er sich kritisch zur Mitgliedschaft Polens in der EU. Er war Gründungsherausgeber der als „radikal anti-kommunistisch und antisemitisch“ beziehungsweise rechtsextrem bezeichneten Zeitschrift Głos.
In einem Radiointerview mit Radio Maryja soll Macierewicz im Jahre 2002 erklärt haben, dass er das antisemitische Pamphlet Protokolle der Weisen von Zion, deren Authentizität seiner Ansicht nach unterschiedlich bewertet werde, für „sehr interessant“ halte und die hierin vertretenen Thesen mit seinen Erfahrungen übereinstimmten. Anlässlich seiner Ernennung zum Verteidigungsminister protestierte die Anti-Defamation League bei der polnischen Regierung und forderte Macierewicz auf, sich von seinen damaligen Äußerungen zu distanzieren. Der Sprecher des amtierenden Ministers bezeichnete diese Anschuldigungen als eine Lüge und forderte daraufhin Entschuldigungen.
Macierewicz galt in seiner aktiven Zeit  nach Kaczyński als der zweitwichtigste Ideologe der Rechten und als sehr angesehen in den klerikal-nationalistischen Kreisen der PiS. Laut Tomasz Piątek und anderen polnischen Journalisten war Macierewicz jahrelang von einem Netz prorussischer Aktivisten umgeben. Dies wird als umso ungewöhnlicher beurteilt, weil Macierewicz zugleich wie andere Regierungsmitglieder durch öffentliche Agitation gegen die Regierung Wladimir Putins aufgefallen war und die russische Regierung für den Flugunfall von Smolensk 2010 verantwortlich macht.

## Ehrungen
- 1990 Ritterorden des Ordens Polonia Restituta (durch den Präsidenten der Exilregierung)[31]
- 2017 Krzyż Wolności i Solidarności[32]
- 2022 Orden des Weißen Adlers[33]